# Villa de Cronstadt
La villa de Cronstadt est une voie du 19e arrondissement de Paris, en France.

## Situation et accès
La villa de Cronstadt est une voie publique située dans le 19e arrondissement de Paris. Elle débute au 21, rue du Général-Brunet et se termine au 18, rue Miguel-Hidalgo. Elle fait partie du quartier de la Mouzaïa.
Elle est desservie par la ligne de métro 7 bis à la station Danube.

## Origine du nom
Cette rue rend hommage au port militaire russe de Cronstadt, sur le golfe de Finlande, qui a accueilli la flotte française du Nord, en 1891, dans le cadre de l'alliance franco-russe.

## Historique
Cette voie est ouverte sous sa dénomination actuelle en 1893.
Elle est classée dans la voirie parisienne par un arrêté municipal du 18 mars 1992.